# Josef Durdík

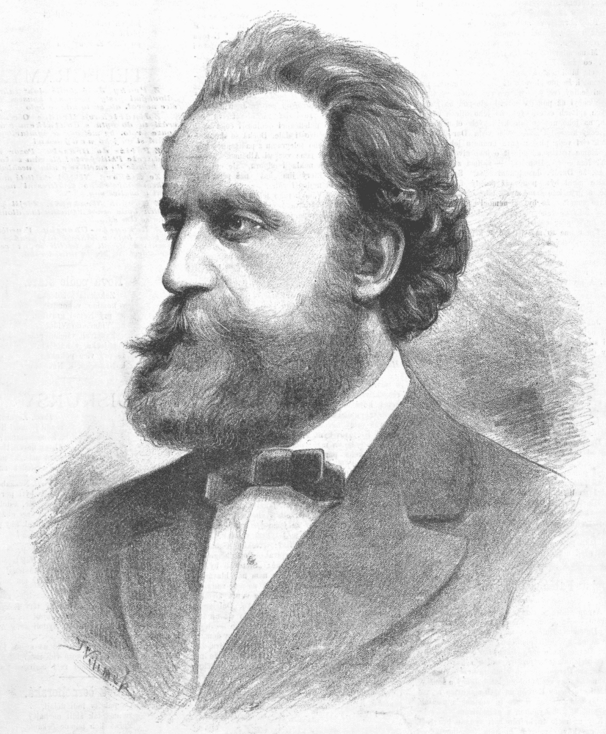
Josef Durdík.

Josef Durdík, född 15 oktober 1837, död 30 juni 1902, var en tjeckisk filosof.
Durdík var från 1880 professor vid Prags tjeckiska universitet. Han utgick från Johann Friedrich Herbarts skola, och har författat en rad betydelsefulla verk som Allmän estetik (1875), Poetik (1881), Den nyare filosofins historia (1887) med flera. Som forskare var han eklektiker men har som god lärare utövat betydande inflytande och har inlagt stor förtjänst om skapandet av en filosofisk terminologi på tjeckiska. Durdík verkade även som dramatiker, men utan större framgångar.